# Дубовые Махаринцы
Дубо́вые Маха́ринцы (укр. Дубо́ві Маха́ринці) — село в Хмельницком (до реформы 2020 г. — Казатинском) районе Винницкой области Украины.
Код КОАТУУ — 0521481603. Население по переписи 2016 года составляет 594 человека. Почтовый индекс — 22150. Телефонный код — 4342.
Занимает площадь 2,08 км².

## Известные люди
В селе Дубовые Махаринцы 3 апреля 1920 года родился Иван Демьянюк, обвинявшийся и признанный виновным в совершении военных преступлений (в частности, в соучастии в убийстве около 29 тысяч евреев), будучи в годы Великой Отечественной войны охранником в нацистских концлагерях Собибор и Треблинка.

## Адрес местного совета
22150, Винницкая область, Хмельницкий р-н, с. Дубовые Махаринцы, ул. Центральная, 3.